# Velké Žernoseky
Velké Žernoseky település Csehországban, a Litoměřicei járásban. Velké Žernoseky Žalhostice, Libochovany, Malé Žernoseky, Malíč, Michalovice, Píšťany és Kamýk településekkel határos. Lakosainak száma 496 fő (2024. január 1.).

## Népesség
A település lakosságának változását az alábbi diagram mutatja:
| Lakosok száma | 457  | 421  | 601  | 581  | 546  | 472  | 483  | 489  | 495  | 496  |
|               | 1869 | 1890 | 1921 | 1950 | 1980 | 2001 | 2017 | 2019 | 2022 | 2024 |